# ОШ Абдулах Крашница Миратовац
ОШ „Абдулах Крашница” у Миратовцу, једна је од установа основног образовања на територији општине Прешево.